# Wunderlichioideae
Wunderlichioideae es una subfamilia de plantas de flores de la familia Asteraceae.
Subfamilia que incluye 8 géneros y aproximadamente 24 especies que se distribuyen especialmente en Venezuela y Guyana, aunque también presenta especies en el este de Sudamérica y en el sudoeste de China. La característica más sobresaliente de los miembros de esta subfamilia es la de presentar estilos y ramas estilares glabras y una deleción en el gen rpoB. En esta subfamilia se reconocen dos tribus: Wundelichieae y Hyalideae.